# Prionolabis simplex
Prionolabis simplex là một loài ruồi trong họ Limoniidae. Chúng phân bố ở miền Tân bắc.